# Богдановское (Владимирская область)
Богдановское — село в Юрьев-Польском районе Владимирской области России, входит в состав Небыловского сельского поселения.

## География
Село расположено в 13 км на север от центра поселения села Небылое и в 29 км на восток от райцентра города Юрьев-Польский.

## История
Исторические сведения об этом селе относятся к началу XVI столетия. В «жалованной грамоте Великого князя Ивана Васильевича III Троице-Сергиеву монастырю 1505 года» Богданское вместе с Шихобаловым и Никульским показано вотчиной этого монастыря, каковой и оставалось до 1764 года. В 1828 году на средства прихожан была построена каменная церковь с колокольней. Престолов в ней было три: в холодной — во имя Архистратига Божьего Михаила, в теплой трапезе — во имя Святителя и Чудотворца Николая и во имя Священномученика Харлампия. В 1893 году приход состоял из села и деревень Баскаки, Дергаево, Уварово. Всех дворов в приходе было 200, мужчин — 545, женщин — 641. В приходе с 1884 года существовала земская народная школа.
В конце XIX — начале XX века село входило в состав Тумской волости Суздальского уезда.
С 1929 года село входило в состав Шихобаловского сельсовета Юрьев-Польского района, с 1935 года — Небыловского района, с 1965 года вновь в составе Юрьев-Польского района.

## Население
| 1859 | 1905 |
| ---- | ---- |
| 252  | 583  |

| 1859 | 1905 | 2002 | 2010 | 2021 |
| ---- | ---- | ---- | ---- | ---- |
| 252  | ↗583 | ↘76  | ↘62  | ↘36  |